# 건국치안대
건국치안대란, 1945년 광복 직후 결성된 건국준비위원회의 산하기관으로 치안유지를 위해 조직한 자치단체를 말한다.
조선총독부로부터 치안권을 인수받은 여운형이 1945년 8월 16일 오후 3시 서울 계동 휘문중학교 강당에서 당시 YMCA 체육부 간사이고 유도 사범이던 장권(張權)을 대장으로 조직했다. 여운형은 이 단체를 자신의 직속으로 두고(1945년 9월 20일 정식으로 건국준비위원회에 소속됨) 시내 체육계 대표 및 체조교사, 전문학교 이상 학도대표들을 총망라하여 안국동 풍문학교에 본부를 설치했다. 이 단체의 편제를 보면 사무국장 정상윤, 총무부장 송병무, 경제부장 한필구, 경리부장 석진경, 정보부장 김규엽, 동원부장 김경석, 운송부장 이용진, 학도동원부장 김규현 등이었다. 그리고 중등대대·전문대학대대·지역동원본부·건설대·전령대·소방대·선전대·공작대·구호대·감찰대·건설본부 등을 두었다.
이 단체는 청년 및 학생 2,000명을 동원하여 서울시내 치안을 확보하게 하고, 전문학교 이상의 학생 200명을 전국 각지에 파견하여 각 지역별로 직장 및 주요기관에 치안대를 조직, 치안을 유지하게 했다. 지방의 치안대 대부분은 중앙과의 조직적 관계에 앞서 독자적인 운영을 시작했다. 임무는 국내의 치안을 자주적으로 유지하는 데 있었으나 일제 경찰서를 접수·관리하는 과정에서 일본인 헌병·경찰 또는 조선인 일제경찰과의 충돌도 자주 있었다. 또한 미군의 진주가 늦어지는 동안 일본인들은 그들 소유의 재산과 물자를 파괴하거나 매각하고, 친일파나 정치 단체에 무기를 넘겨주어 이 단체의 업무수행을 의도적으로 방해하기도 했다.
물론 건국치안대 자체가 급조되어 조직과 규율이 소홀하기도 했고, 각종 유사단체들이 나타나 재산을 강제 접수하거나 몰수하는 등 불법적인 행동을 함으로써 국민의 불만을 사는 사례도 있었다. 하지만 이 단체의 자주적 활동으로 곧 질서가 유지될 수 있었고, 특히 일본인들은 분노한 한국인들의 격앙된 민족감정 앞에서 생명의 안전을 보호받을 수 있었다. 이후 미군이 진주하여 군정이 사설단체의 치안행위를 금지하여 중앙조직은 해체되었지만, 대부분의 지방조직은 그 이후까지 계속 활동했다. 특히 좌우합작운동 기간 동안 지방의 치안대는 민족국가 수립의 정당성에 관한 홍보에 주력하였다. 단체의 유지 기간은 짧았지만, 해방 직후 국민들에 의한 자주적 치안유지 조직으로 기능했다.

## 같이 보기
- 건국준비위원회
- 여운형
- 조만식